# УМ-1

Общий вид ЭВМ «УМ-1»

УМ-1 — электронная вычислительная машина для решения задач централизованного контроля и автоматического управления в системах комплексной автоматизации агрегатов и цехов в различных отраслях промышленности.

## История
Является управляющей ЭВМ на основе полупроводников, основным назначением которой является оптимизация технологических процессов путём расчёта корректирующих и управляющих воздействий на локальные системы автоматического регулирования. Данная ЭВМ может использоваться как автономно, так и в составе системы оперативного управления СОУ-1. Машина разработана в НПО «Импульс» в г. Северодонецк, УССР.

## Технические характеристики
- Система команд - одноадресная[3]
- Быстродействие - 900 операций в секунду
- Ёмкость ОЗУ - 1024 ячейки
- Ёмкость ПЗУ - 2048 ячеек
- Цена 56 300 руб (на 1973-й год)

## Параметры
Электрообеспечение ЭВМ от сети трёхфазного переменного тока напряжением 220/380 вольт, частотой 50 герц; при потребляемой мощности не более 7,5 кВт. Занимает площадь 80 квадратных метров при весе в 1700 кг. Температурный режим 20 ± 5°С при относительной влажности 65 ± 15%.